# フォード・エベレスト
エベレスト (Everest) はフォード・モーターが製造・販売している7人乗り中型SUVである。中型ピックアップトラックのフォード・レンジャーの派生車種である。フォードとマツダの合弁会社であるタイ王国のオートアライアンス・タイランドにて生産が行われ、アジア太平洋地域を中心に販売が行われている。
インドではエンデバー (Endeavour) の車名で販売されている。

## 初代（2003年-2006年）U268型
1998年から2006年まで製造された5代目マツダ・Bシリーズ/フォード・レンジャーをベースとする。

## 2代目（2006年-2015年）U268型
2006年発表。同年3月にバンコク国際モーターショーにてデビューしたレンジャー/マツダ・BT-50をベースとする。2009年にはレンジャーに追随してフェイスリフトが行われた。
エンジンはいずれも直列4気筒 可変ジオメトリーターボ付きコモンレールディーゼルで、2.5 Lが最高出力105 kW (143 ps)、最大トルク330 Nm (33.7 kgm)を発揮し、3.0 Lが最高出力115 kW (156 ps)、最大トルク380 Nm (38.7 kgm)となる。トランスミッションは5速MTと5速AT、駆動方式はFRおよびAWDとなる。

## 3代目（2015年-）U375型
2011年に発表されたレンジャーT6をベースとする。
2013年8月13日にオーストラリアで先行コンセプトが初公開され、翌2014年4月の北京モーターショーにも出展。同年11月13日に市販モデルの概要が発表された。新型エベレストは2015年より中華人民共和国、オーストラリア、ニュージーランド、インド、南アフリカ共和国、ASEAN地域にて順次市場投入される予定である。
エンジンはいずれも可変ジオメトリーターボ付きコモンレールディーゼルで、直列4気筒 2.2 Lが最高出力118 kW (160 ps)、最大トルク385 Nmを発揮し、直列5気筒 3.2 Lが最高出力147 kW (200 ps)、最大トルク470 Nmとなる。トランスミッションは「セレクトシフト」6速ATが組み合わせられる。駆動方式はFRおよびAWD。

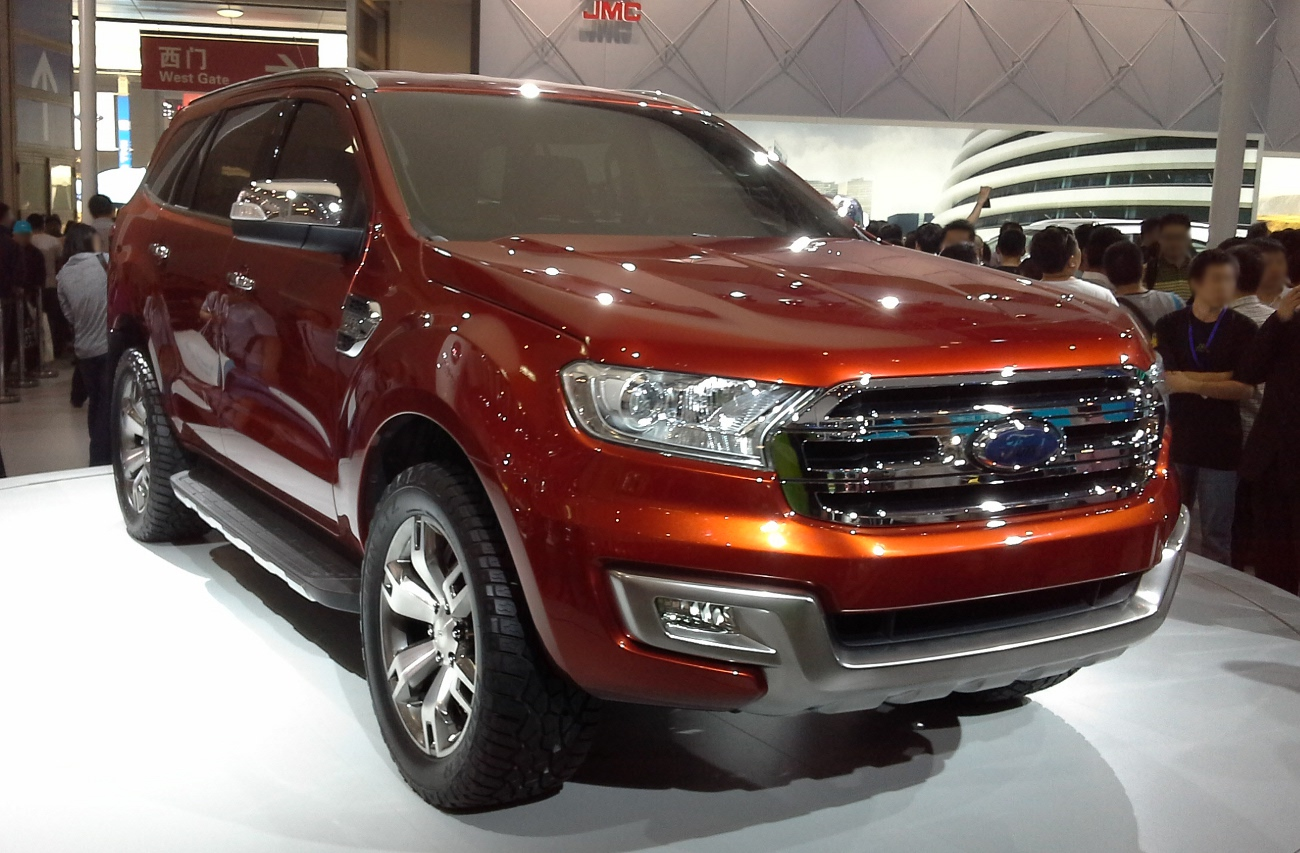
エベレストコンセプト（フロント）
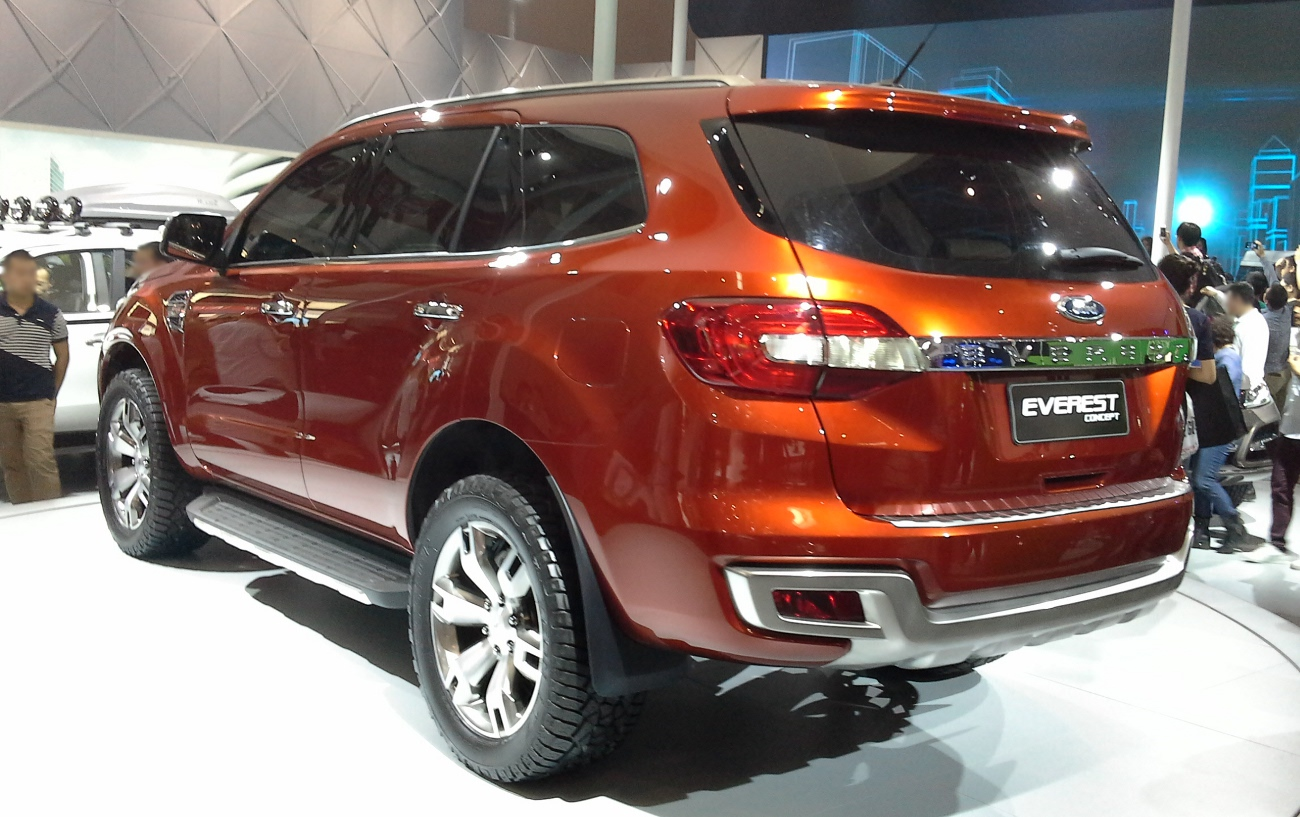
エベレストコンセプト（リア）

## 4代目（2022年-）U704型
2022年3月1日に発表。同年3月23日にバンコク国際モーターショーにてデビューした新型レンジャーT6(P703型)をベースとする。

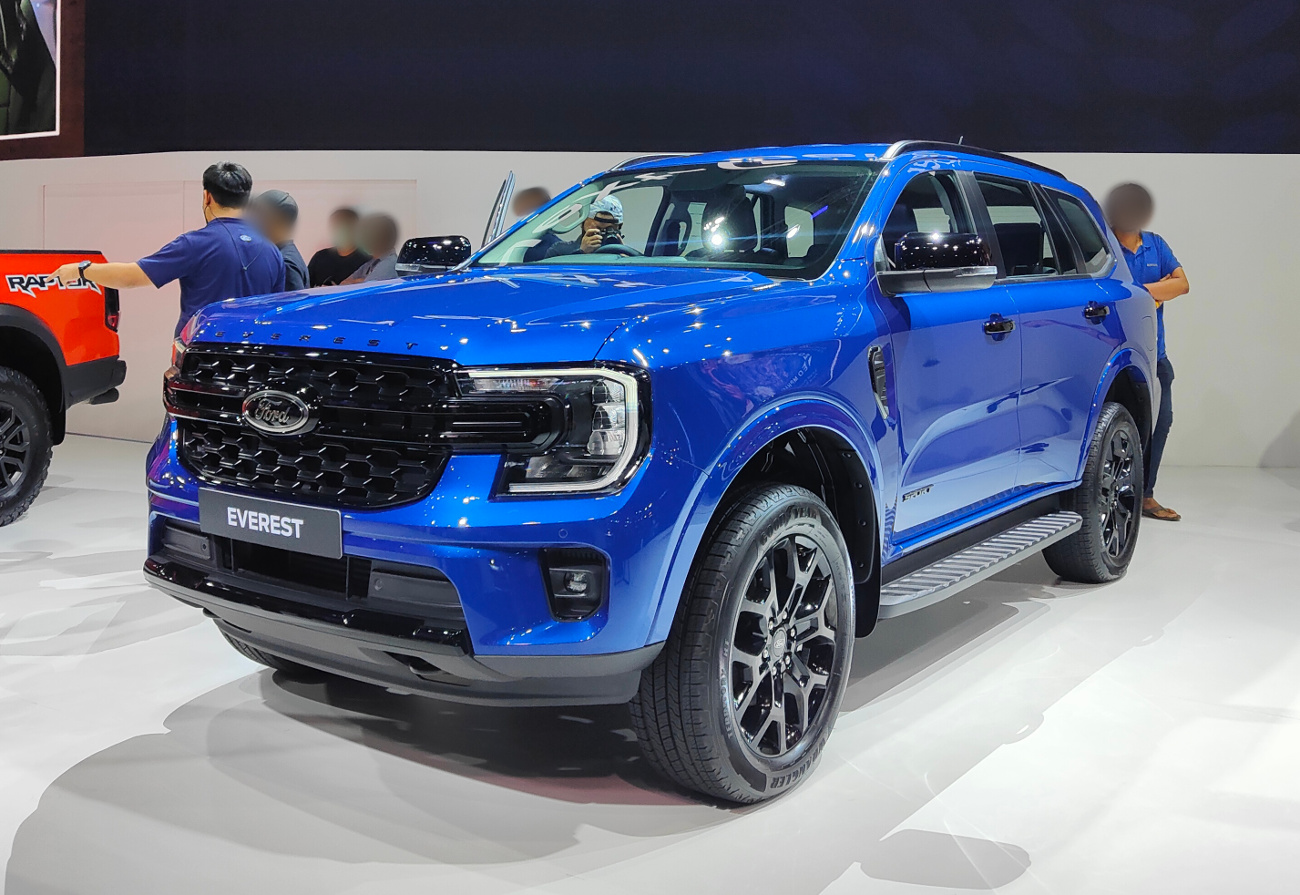
エベレストスポーツ